# Liste der Mitglieder der National Academy of Sciences/2006
Im Jahr 2006 wählte die National Academy of Sciences der Vereinigten Staaten 90 Personen zu ihren Mitgliedern.

## Neugewählte Mitglieder
- Edward H. Adelson
- Leonard M. Adleman
- Wolfhard Almers
- Richard M. Amasino
- Aloisio Araujo
- Chunli Bai
- David Baker
- Jillian F. Banfield
- Paul F. Barbara (1953–2010)
- Bonnie L. Bassler
- Francisco Bezanilla
- Thierry Boon
- Vladimir B. Braginsky (1931–2016)
- Lennart A. E. Carleson
- David M. Ceperley
- David E. Clapham
- Don W. Cleveland
- Melanie H. Cobb
- Robert L. Coffman
- Luiz Davidovich
- Mark E. Davis
- Ruth S. DeFries
- Roy H. Doi (1933–2017)
- William A. Eaton
- Joseph R. Ecker
- Peter T. Ellison
- Napoleone Ferrara
- Barbara J. Finlayson-Pitts
- Donald W. Forsyth
- Joachim Frank
- Alberto C. Frasch
- James G. Fujimoto
- Douglas J. Futuyma
- Raghavendra Gadagkar
- Thomas V. Gamkrelidze
- Barry Ganetzky
- Christopher J. R. Garrett
- Rochel Gelman
- Charles D. Gilbert
- Steven M. Girvin
- Peter Gleick
- Stephen P. Goff
- Claudia D. Goldin
- Laura H. Greene
- Leslie Greengard
- David Haussler
- Eric J. Heller
- Brian M. Hoffman
- Henryk Iwaniec
- Anthony A. James
- Monty Patrick Jones
- David M. Karl
- Robert C. Kennicutt, Jr.
- Harold W. Kroto
- John E. Kutzbach (1937–2021)
- Charles H. Langmuir
- Richard E. Lenski
- Robert P. Lin (1942–2012)
- Michael A. Marletta
- Ann E. McDermott
- Paul R. Milgrom
- Richard P. Novick
- James F. O’Connell
- Michael E. O’Donnell
- Jose N. Onuchic
- Terry L. Orr-Weaver
- Lyman A. Page, Jr.
- Rafael Palacios
- David A. Patterson
- E. Ward Plummer (1940–2020)
- Tullio Pozzan
- Christian R. H. Raetz (1946–2011)
- Jean-Aime Rakotoarisoa
- Jeffrey Ravetch
- Barbara F. Reskin
- Arthur D. Riggs
- David W. Russell
- Robert J. Sampson
- John W. Saunders, Jr. (1919–2015)
- Melvyn J. Shochet
- Charles C. Steidel
- Mark H. Thiemens
- David A. Tirrell
- Dan-Virgil Voiculescu
- Elizabeth S. Wing
- Stanford E. Woosley
- Carl Wu
- Longping Yuan (1930―2021)
- Titia de Lange
- Eugenia M. del Pino